# Clowhom River
Clowhom River är ett vattendrag i Kanada.   Det ligger i Sunshine Coast Regional District och provinsen British Columbia, i den sydvästra delen av landet, 3 600 km väster om huvudstaden Ottawa. Clowhom River ligger vid sjön Clowhom Lake.
I omgivningarna runt Clowhom River växer i huvudsak barrskog. Runt Clowhom River är det mycket glesbefolkat, med 3 invånare per kvadratkilometer.